# Шипічний
Шипі́чний (рос. Шипичный) — селище у складі Івдельського міського округу Свердловської області.
Населення — 41 особа (2010, 190 у 2002).
Національний склад населення станом на 2002 рік: росіяни — 68 %.